# Лоццо-ді-Кадоре
Лоццо-ді-Кадоре (італ. Lozzo di Cadore, вен. Lozo de Cador) — муніципалітет в Італії, у регіоні Венето, провінція Беллуно.
Лоццо-ді-Кадоре розташоване на відстані близько 510 км на північ від Рима, 120 км на північ від Венеції, 45 км на північний схід від Беллуно.
Населення — 1432 особи (2014).
Щорічний фестиваль відбувається 10 серпня. Покровитель — святий мученик Лаврентій.

## Демографія
Населення за роками:

Станом на 1 січня 2023 року в муніципалітеті офіційно проживали 122 іноземці з 18 країн, серед них 11 громадян країн Євросоюзу та 3 громадяни України.

## Сусідні муніципалітети
- Ауронцо-ді-Кадоре
- Домедже-ді-Кадоре
- Лоренцаго-ді-Кадоре
- Віго-ді-Кадоре